# Acción de Gracias con los Brown
A Brown Thanksgiving, llamado Acción de Gracias con los Brown en España e Hispanoamérica, es el título del octavo episodio de la serie de televisión de dibujos animados The Cleveland Show. Se emitió el episodio el 22 de noviembre del 2009 en Fox Broadcasting Company.

## Sinopsis
Cleveland celebra su primer día de Acción de Gracias con su nueva familia y descubre un secreto sorprendente sobre la mamá de tía de Donna.

## Recepción
El episodio fue visto por 6.32 millones de personas, siendo el tercer episodio más visto en su franja horaria.
El Parents Television Council nombró a A Brown Thanksgiving "el peor show de TV de la semana", en la semana que acabó el 9 de julio de 2010, debido al contenido de sexo gráfico y a humor basado en el vómito; la crítica fue basada en una reposición del 4 de julio.